# رویال جت
رویال جت (به انگلیسی: Royal Jet) یک شرکت هواپیمایی است که در تاریخ ۲۰۰۳ میلادی تأسیس شده است.
دفتر مرکزی رویال جت در ابوظبی، امارات متحده عربی واقع شده‌است و قطب این شرکت هواپیمایی در فرودگاه بین‌المللی ابوظبی قرار دارد.